# Burg Reutern
Die Burg Reutern ist eine abgegangene hochmittelalterliche Wasserburg vom Typus einer Turmhügelburg (Motte) an der Straße zum Friedhof östlich Haus Nr. 69 „Schlossgarten“ in Reutern, einem heutigen Ortsteil des Marktes Welden im Landkreis Augsburg in Bayern.
Als Besitzer der Burg werden die Herren von Reutern genannt und 1231 ein Reutegut „Ruotin“.
Die ursprünglich kleine Wasserburg auf rechteckigem 20 mal 30 Meter großem Plateau war von einem breiten Wassergraben und einem Randwall umgeben.
Von der ehemaligen Burganlage ist noch ein verflachter Turmhügel mit Wall- und Grabenresten erhalten. Die Burgstelle ist als Bodendenkmal (D-7-7529-0021) gelistet.